# Kaple svatého Václava (Česká Čermná)
Kaple svatého Václava je římskokatolická kaple v České Čermné. Patří do děkanství Náchod.

## Historie
Původní kaple v České Čermné, zasvěcená sv. Janu Křtiteli, stála na dolní straně návsi a zasahovala do komunikace z návsi do dolní části obce. V roce 1935 byly započaty přípravy na stavbu nové kaple založením Jednoty pro postavení nové kaple se 60 zákládajícími členy. Finančním základem byl odkaz místního dlouholetého starosty Václava Nývlt ve výši 30 tisíc korun, dalších 20 tisíc korun bylo získáno sbírkou. 4,5 korců pozemků na stavbu poskytla obec. Stavba byla zahájena v roce 1938, zastřešení bylo provedeno v roce 1939, kdy bylo využito výhodného nákupu materiálu ze zastavené výstavby pevnosti Dobrošov. Další práce pokračovaly až v roce 1941, kdy byla kaple dokončena. Stavební náklad byl 90 tisíc korun a na vnitřní vybavení více než 125 tisíc korun.
I když starší obyvatelé žádali o zachování zasvěcení kaple svatému Janu Křtiteli, bylo nakonec rozhodnuto o zasvěcení svatému Václavovi. Vysvěcena byla kaple 28. září 1941 náchodským děkanem p. Ladislavem Dragounem.
Po obsazení náchodského gymnázia německou armádou byly varhany z tamní auly odvezeny do čermenské kaple, kde nahradily původní harmonium pořízené k hudebními doprovodu. K rekonstrukci varhan došlo v roce 1996.
Po nové výmalbě kapli znovu vysvětil 21. července 1991 královéhradecký biskup mons. Karel Otčenášek.

## Interiér
Hlavní oltář se sochou sv. Václava dodala firma Břetislava Kafky z Červeného Kostelce, křížovou cestu firma Semerák z Olomouce a 2 zvony firma Manoušek z České u Brna. Okna a dveře zhotovil místní truhlář p. Martínek a další místní truhlář p. Schejbal vyrobil lavice.

## Bohoslužby
Bohoslužby se konají v neděli v 10.30 a první týden v měsíci ve čtvrtek v 17.00.

## Okolí
Na východ od kaple stojí památník místním obětem 1. sv. války.

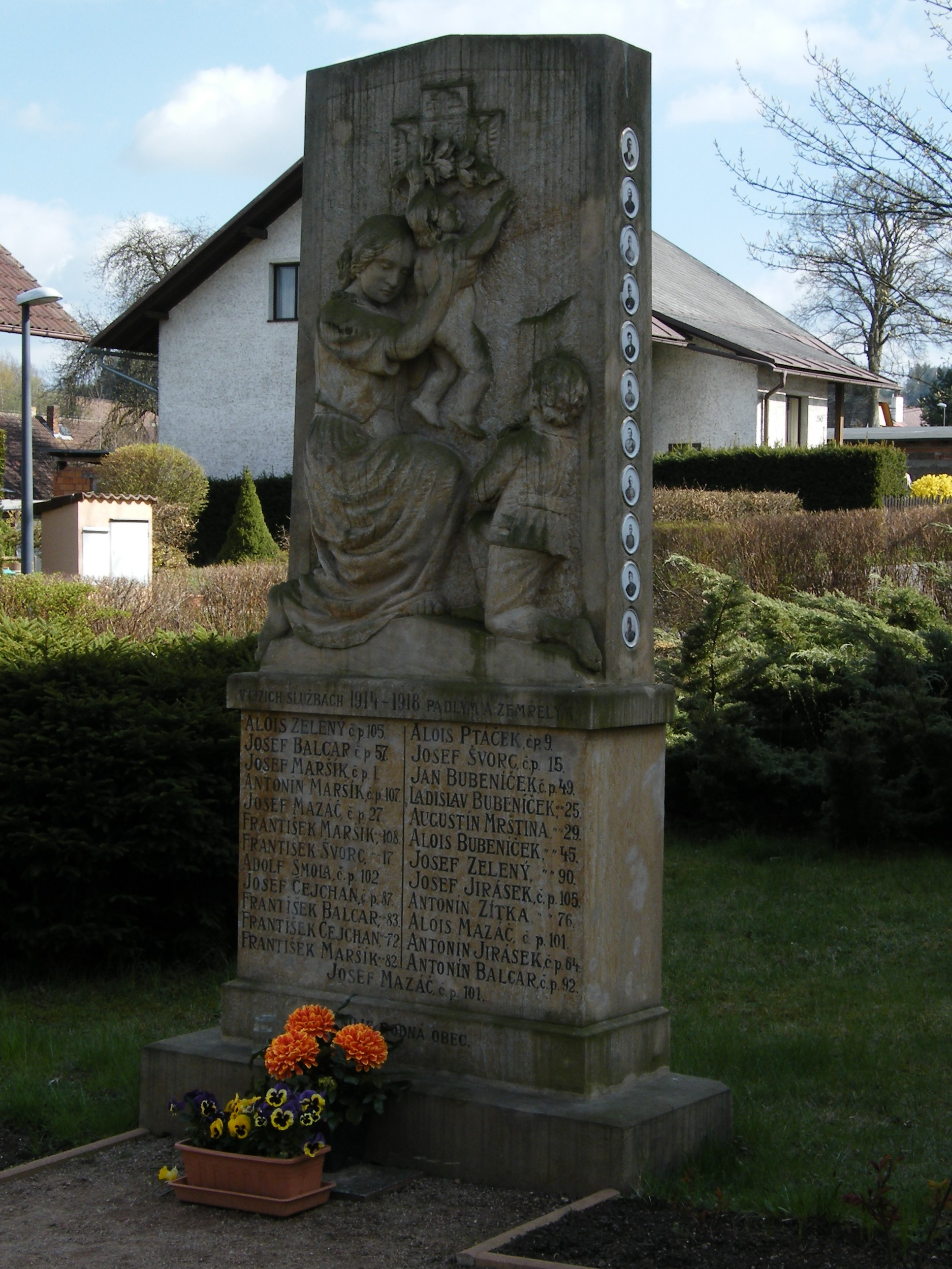